# STS-39
STS-39 var den fyrtionde flygningen i det amerikanska rymdfärjeprogrammet, den tolfte flygningen med rymdfärjan Discovery. Den sköts upp från Pad 39A vid Kennedy Space Center i Florida den 28 april 1991. Efter drygt åtta dagar i omloppsbana runt jorden återinträdde rymdfärjan i jordens atmosfär och landade vid Kennedy Space Center.
Flygningen gjordes på uppdrag av USA:s försvarsdepartement.